# Ljudmyla Pantjuk
Ljudmyla Mychajlivna Kolomijets (ukrainska: Людмила Михайлівна Коломієць), ogift Pantjuk: Панчук; ryska: Ljudmila Pantjuk), född den 18 januari 1956 i byn Tokarivka i Kiev oblast i Ukrainska SSR i Sovjetunionen (nu Ukraina), död 18 februari 2011, var en ukrainsk sovjetisk handbollsspelare.
Hon tog OS-guld i damernas turnering  i samband med de olympiska handbollstävlingarna 1976 i Montréal.